# Суматранска летяща катерица
Суматранската летяща катерица (Hylopetes winstoni) е вид бозайник от семейство Катерицови (Sciuridae).

## Разпространение
Видът е разпространен само на остров Суматра.